# Cory Juneau
Cory Juneau (San Diego, 20 de junho de 1999) é um skatista profissional estadunidense, medalhista olímpico.

## Biografia
Nascido em San Diego, Juneau participou em eventos de park masculino em diversas edições do X Games, conquistando o bronze em 2017 e ficando em nono em 2018 e 2019. Nos Jogos Olímpicos de Verão de 2020 em Tóquio, conquistou a medalha de bronze em sua modalidade.